# Premi Abel
El Premi Abel és un guardó internacional que s'atorga anualment a un o més matemàtics per contribucions científiques excepcionals en el camp de les matemàtiques. El govern noruec va crear el premi l'any 2002, coincidint amb el segon centenari del naixement del matemàtic noruec Niels Henrik Abel, i es va atorgar per primera vegada l'any 2003. Els objectius del premi són augmentar la consideració de les matemàtiques en la societat i estimular l'interès dels joves per les matemàtiques.

La recompensa econòmica per al guanyador és de 6 milions de corones noruegues, uns 770.000 €, semblant a la del Premi Nobel.
Juntament amb la Medalla Fields, el Premi Abel és el guardó més important en el camp de les matemàtiques, i de fet es considera que és el «premi Nobel dels matemàtics».

## Història
Sophus Lie fou el primer a proposar la creació d'un premi Premi Abel, el 1897, un cop s'assabentà que Alfred Nobel no tenia intenció d'incloure la categoria de matemàtiques en els Premis Nobel. El 1902, el rei Oscar II tenia intenció de finançar un premi de matemàtiques en honor d'Abel, i els matemàtics Ludwig Sylow i Carl Størmer van arribar a redactar-ne els estatuts i les normes. Tanmateix, l'intent no va reeixir, en part a causa de la pèrdua de la influència de Lie, que havia mort el 1899. Finalment, la dissolució de la unió entre Suècia i Noruega el 1905 va esvair el primer intent de crear el Premi Abel.
L'any 2001 es va reprendre la idea d'establir un Premi Abel. Es va crear un grup de treball a tal fi, i el mateix any el govern noruec va anunciar la creació del premi.
L'1 de gener del 2002 fou establert el Fons Memorial Niels Henrik Abel, amb una provisió inicial de 200 milions de corones noruegues.
El primer guardonat fou el matemàtic d'origen nord-català Jean-Pierre Serre, el juny del 2003.
L'any 2010 s'inicià una col·lecció sobre els premiats, la seva biografia i el seu treball. Els primers volums corresponen als anys 2003–2007 i 2008-2012.

D'altra banda, la Junta del Fons decidí crear un Simpòsium Abel, celebrat anualment, i administrat per la Societat Matemàtica Noruega. La primera edició tingué lloc al setembre del 2004.

## Objectius, funcionament i selecció dels premiats
D'acord amb els seus estatuts, el Fons Memorial Niels Henrik Abel fou creat amb l'objectiu d'atorgar un premi internacional per un treball científic excepcional en el camp de les matemàtiques. És administrat pel Ministeri d'Educació i Recerca de Noruega, per bé que és l'Acadèmia Noruega de Ciències i Lletres la responsable d'atorgar el Premi.
L'Acadèmia nomena una Junta Abel i un Comitè Abel. La Junta s'encarrega de les tasques d'organització, mentre que el Comitè, format per cinc matemàtics de diferents països, proposa i recomana els candidats per al Premi. L'Acadèmia escull el premiat a partir d'aquesta recomanació.

## Guardonats
| Any  | Guardonat(s)                        | estat                                         | Institució                                                                   | Citació | Ref           |
| ---- | ----------------------------------- | --------------------------------------------- | ---------------------------------------------------------------------------- | --- | ------------- |
| 2003 | Jean-Pierre Serre                   | França                                        | Collège de France                                                            | «pel seu paper central en la configuració de la forma moderna de nombroses parts de les matemàtiques, incloent-hi la topologia, la geometria algebraica i la teoria de nombres»                                     | [ 3 ] [ 9 ]   |
| 2004 | Michael Atiyah Isadore Singer       | Anglaterra · Estats Units                     | Universitat d'Edimburg Massachusetts Institute of Technology                 | «pel descobriment i la demostració del teorema de l'índex, ajuntant topologia, geometria i anàlisi, i pel paper destacat que han tingut en la construcció de nous ponts entre les matemàtiques i la física teòrica» | [ 10 ]        |
| 2005 | Peter Lax                           | Estats Units                                  | Institut Courant                                                             | «per les innovadores aportacions fetes a la teoria i l'aplicació d'equacions en derivades parcials i al càlcul de les solucions»                                                                                    | [ 11 ]        |
| 2006 | Lennart Carleson                    | Suècia                                        | Institut Reial de Tecnologia (KTH)                                           | «per les aportacions profundes i determinants a l'anàlisi harmònica i a la teoria de sistemes dinàmics diferenciables»                                                                                              | [ 12 ] [ 13 ] |
| 2007 | S. R. Srinivasa Varadhan            | Índia / Estats Units                          | Institut Courant                                                             | «per les aportacions fonamentals a la teoria de probabilitat i en particular per crear una teoria de grans desviacions unificada»                                                                                   | [ 14 ] [ 15 ] |
| 2008 | John G. Thompson Jacques Tits       | Estats Units · Bèlgica / França               | Universitat de Florida Collège de France                                     | «pels assoliments profunds en àlgebra i en particular per donar forma a la teoria de grups moderna» | [ 16 ] [ 17 ] |
| 2009 | Mikhaïl Grómov                      | Rússia / França                               | Institut des Hautes Études Scientifiques i Institut Courant                  | «per les aportacions revolucionàries a la geometria» | [ 18 ] [ 19 ] |
| 2010 | John T. Tate                        | Estats Units                                  | Universitat de Texas a Austin                                                | «per l'impacte vast i durador que ha tingut en la teoria de nombres» | [ 20 ] [ 21 ] |
| 2011 | John Milnor                         | Estats Units                                  | Universitat de Stony Brook                                                   | «pels descobriments pioners en topologia, geometria i àlgebra» | [ 22 ] [ 23 ] |
| 2012 | Endre Szemerédi                     | Hongria / Estats Units                        | Alfréd Rényi Institute i Universitat Rutgers                                 | «per les aportacions fonamentals a la matemàtica discreta i a la informàtica teòrica, i en reconeixement de l'impacte profund i durable d'aquestes aportacions en teoria additiva de nombres i teoria ergòdica»     | [ 24 ] [ 25 ] |
| 2013 | Pierre Deligne                      | Bèlgica                                       | Institut d'Estudis Avançats de Princeton                                     | «per contribucions fonamentals a la geometria algebraica i pel seu impacte transformador en teoria de nombres, teoria de representacions i camps relacionats»                                                       | [ 26 ] [ 27 ] |
| 2014 | Iàkov Sinai                         | Rússia / Estats Units                         | Institut Landau de Física Teòrica (Txernogolovka) i Universitat de Princeton | «per les contribucions fonamentals als sistemes dinàmics, teoria ergòdica i física matemàtica» | [ 28 ] [ 29 ] |
| 2015 | John F. Nash Louis Nirenberg        | Estats Units · Canadà / Estats Units          | Universitat de Princeton i MIT Institut Courant                              | «per les contribucions notables i fonamentals a la teoria d'equacions en derivades parcials no lineals i les seves aplicacions a l'anàlisi geomètrica»                                                              | [ 30 ]        |
| 2016 | Andrew Wiles                        | Anglaterra                                    | Universitat de Princeton                                                     | «per la seva impressionant demostració de l'últim teorema de Fermat mitjançant la conjectura de la modularitat de les corbes el·líptiques semiestables, que obre una nova era en la teoria de nombres».             | [ 5 ] [ 31 ]  |
| 2017 | Yves Meyer                          | França                                        | École normale supérieure Paris-Saclay                                        | «pel seu rol pivotal en el desenvolupament de la teoria matemàtica de les ondetes». | [ 32 ]        |
| 2018 | Robert Langlands                    | Canadà / Estats Units                         | Institut d'Estudis Avançats de Princeton                                     | «pel seu programa visionari connectant la teoria de la representació amb la teoria de nombres». | [ 33 ]        |
| 2019 | Karen Uhlenbeck                     | Estats Units                                  | Universitat de Texas                                                         | «Pels seus assoliments pioners en equacions diferencials parcials geomètriques, teoria de gauge i sistemes integrables, i per l'impacte fonamental del seu treball en anàlisi, geometria i física matemàtica».      | [ 34 ]        |
| 2020 | Hillel Furstenberg Grigory Margulis | Israel / Estats Units · Rússia / Estats Units | Universitat Hebrea de Jerusalem Universitat Yale                             | «Per ser pioners en l'ús de mètodes de probabilitat i dinàmica en teoria de grups, teoria de nombres i combinatòria».                                                                                               | [ 35 ]        |

### Guardonats per país
En la següent llista es calcula el nombre de guardonats atorgant un punt per guanyador i país i mig punt si té doble nacionalitat. Segons aquest barem, el país amb més guanyadors del Premi Abel és els Estats Units, seguit de França.
| Nació        | Nombre de guardonats |
| ------------ | -------------------- |
| Estats Units | 10,5                 |
| França       | 3                    |
| Anglaterra   | 2                    |
| Bèlgica      | 1,5                  |
| Rússia       | 1,5                  |
| Suècia       | 1                    |
| Índia        | 1                    |
| Canadà       | 1                    |
| Hongria      | 0,5                  |
| Israel       | 0,5                  |